# Žitorađa (općina)
Žitorađa (općina) (ćirilično: Општина Житорађа) je općina u Topličkom okrugu na jugu Središnje Srbiji. Središte općine je grad Žitorađa. 

## Zemljopis
Po podacima iz 2004. općina zauzima površinu od 214 km², od čega 17.881 ha poljoprivrednih i 2.592 ha šumskih površina. 

## Stanovništvo
Prema popisu stanovništva iz 2002. godine u općini živi 18.207 stanovnika, raspoređenih u 30 naselja.
Po podacima iz 2004. prirodni priraštaj je iznosio -4,9 ‰. Broj zaposlenih u općini iznosi 1.341 ljudi. U općini se nalazi 20 osnovna škola s 1.600 učenika i jedna srednje škole s 257 učenika.

### Grad
- Žitorađa	3.543

### Naselja
| - Asanovac 65 - Badnjevac 836 - Vlahovo 506 - Voljčince 937 - Glašince 427 - Gornje Crnatovo 391 - Gornji Drenovac 420 - Grudaš 280 - Debeli Lug 34 - Donje Crnatovo 519 - Donji Drenovac 450 - Držanovac 947 - Dubovo 608 - Đakus 904 - Zladovac 20 | - Jasenica 989 - Kare 54 - Konjarnik 104 - Lukomir 960 - Novo Momčilovo 85 - Pejkovac 1276 - Podina 798 - Rečica 773 - Samarinovac 756 - Smrdić 381 - Stara Božurna 358 - Staro Momčilovo 216 - Studenac 241 - Toponica |

## Vanjske poveznice
- Službena stranica općine Žitorađa